# 더치 슐라이브너
프레더릭 폴 슐라이브너(영어: Frederick Paul Schliebner, 1891년 5월 19일~1975년 4월 15일)는 더치 슐라이브너(영어: Dutch Schliebner)로도 불린 독일 태생 미국의 프로 야구 선수로 선수 시절 포지션은 1루수였다. 한 시즌을 메이저 리그 베이스볼(MLB)의 브루클린 로빈스와 세인트루이스 브라운스에서 뛰었다.